# 大腸虚
大腸虚（だいちょうきょ）とは、漢方医学で言う消化器系など全般の機能低下によりおこる症状を言う。

## 概要
漢方医学では六腑のうち大腸は五行思想で言う金を司る機能を指し、六臓で言えば肺、五官で言えば鼻、五体で言えば皮膚に相当するため大腸の機能の低下は（西欧医学で言う大腸の機能障害とは異なる）鼻づまりなどがあらわれるとされる。漢方医学では
対処としては
鍼灸においては五行や東洋医学の治療方針の関係から五行では自経が虚すれば、その母を補うとされており、この場合、金の気である大腸が虚すれば土の気である母の胃を補えとされており、大腸経の曲池穴、胃経の足三里穴が用いられる。